# 伏見宮貞康親王
伏見宮貞康親王（ふしみのみや さだやすしんのう）は、戦国時代の皇族。式部卿。世襲親王家の伏見宮第8代当主。邦輔親王の第三王子。母は西園寺実宣の女。正親町天皇の猶子。歌集に『貞康親王御詠草』がある。
永禄6年（1563年）に親王宣下・元服。
墓地は京都市上京区の伏見宮墓地。